# Beaumont-cum-Moze
Beaumont-cum-Moze är en civil parish i Tendring i Essex i England. Den har 339 invånare (2011).